# 塞尔热诺
塞尔热诺（法語：Sergenaux，法語發音：[sɛʁʒəno]）是法国汝拉省的一个市镇，属于隆斯勒索涅区。

## 地理
塞尔热诺（46°53'12"N, 5°27'27"E）面积3.24 平方千米，位于法国勃艮第-弗朗什-孔泰大區汝拉省，该省份为法国东部内陆省份，北起上索恩省，西北接科多尔省，西临索恩-卢瓦尔省，南至安省，东与杜省和瑞士接壤。
与塞尔热诺接壤的市镇（或旧市镇、城区）包括：塞尔热农、拉沙萨涅、莱德费、里村。

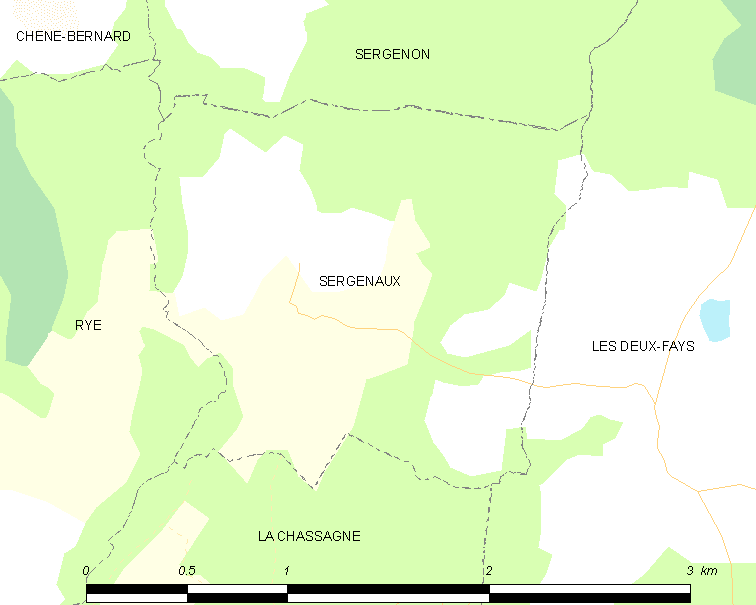
塞尔热诺的OSM定位图

塞尔热诺的时区为UTC+01:00、UTC+02:00（夏令时）。

## 行政
塞尔热诺的邮政编码为39230，INSEE市镇编码为39511。

## 政治
塞尔热诺所属的省级选区为布莱特朗县。

## 人口

1962-2008年间塞尔热诺人口变化图示

塞尔热诺于2022年1月1日时的人口数量为64人。